# Lastra

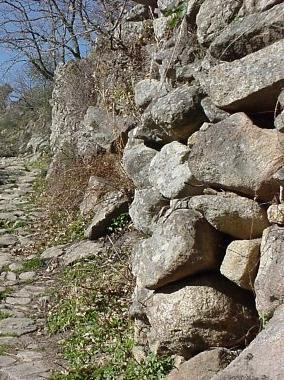
Detalle típico de un cerrado de pared de piedra.

Lastra es una palabra de origen latino que significa piedra plana. Los romanos utilizaban las lastras para pavimentar sus calles, proceso al que denominaban «lastricare» (pavimentar).
En Asturias, una lastra (pronunciado igualmente lastra en asturiano, o también penedo picudo en la zona occidental de Asturias), es el nombre que recibe un tipo de piedra alargada que, cuando es de grandes dimensiones, se denomina llastrón.
Se construye quitando lascas grandes, de tal manera que se va configurando para formar una gran losa plana, habitualmente puntiaguda y de forma triangular, con un lado más largo y ancho para facilitar mejor el apoyo sobre un agujero excavado en la tierra.
En la zona de Illano, las fincas se dividían entre sí con paredes o llastradas clavadas en el suelo, formando hileras. Si se visita este municipio, se observará el contorno de las fincas y sus cerrados de árboles con sus límites de paredes o llastras aplomadas en forma de contorno amurallado. Esta forma de marcar los límites de las fincas no hace mucho que dejó de realizarse. La distribución resultante podría decirse que es todo lo contrario a la generada por la concentración parcelaria.
En los cortines de colmenas de abejas también se utilizaban, para la última hilera superior, lastras puntiagudas de tamaño más pequeño, de modo que los osos tuviesen más dificultades para saltar a su interior.
Habitualmente se utilizaban grandes piedras de zonas cercanas, que eran cortadas con barrena, cuña de hierro, y maza. Luego se lascaban en forma puntiaguda. En muchas casas pueden observarse los tejados con este tipo de losas, cortadas en lascas mucho más finas. El proceso era simple: se buscaba la parte quebrada de la piedra, se acuñaba y se abría. 
- Datos: Q25618190